# 6MT
De 6MT is een tram van de Tsjecho-Slowaakse producent Tatra. Het is een eenvoudige tweeasser, geproduceerd in de jaren 1952 en 1953. Er zijn 50 stuks van gemaakt die dienstgedaan hebben op de trambedrijven van Teplice, Most, Ústí nad Labem, Liberec en Jablonec, alle gelegen in het toenmalige Tsjechoslowakije.